# Trachelas japonicus
Trachelas japonicus là một loài nhện trong họ Trachelidae.
Loài này thuộc chi Trachelas. Trachelas japonicus được Friedrich Wilhelm Bösenberg & Embrik Strand miêu tả năm 1906.